# Wasted Years (canción de Iron Maiden)
«Wasted Years» (en español: «Años Perdidos») es una canción de Iron Maiden, escrita por Adrian Smith, es la segunda canción del álbum Somewhere in Time y el decimocuarto sencillo, lanzado el 6 de septiembre de 1986. Es una de las canciones más recurrentes y más tocadas en los conciertos de Iron Maiden. 

## Lista de canciones
1. «Wasted Years»[2] (Adrian Smith) – 5:06
2. «Reach Out» (Dave Colwell) – 3:31
3. «Sheriff of Huddersfield» (Iron Maiden) – 3:35

## Videoclip
En el video de la canción se ve a Iron Maiden tocando en un estudio, mientras se ven imágenes de la banda en diferentes lugares, incluyendo conciertos, poses fotográficas y partes de clips anteriores.

## Miembros
- Steve Harris – bajo, coros
- Bruce Dickinson – vocalista
- Dave Murray – guitarra
- Adrian Smith – guitarra, coros
- Nicko McBrain – batería